# Miss Greenland
Miss Greenland (auch Miss Grønland) war ein kurzlebiger Schönheitswettbewerb in Grönland.

## Geschichte
1987 wurde im dänischen Sønderborg ein Schönheitswettbewerb für Grönländerinnen abgehalten. Die Gewinnerin unter den zehn Teilnehmerinnen nahm am Miss-Universe-Wettbewerb teil, der in diesem Jahr in Singapur stattfand. Im Folgejahr wurde erstmals ein Wettbewerb in Grönland abgehalten, der im Hotel Hans Egede in Nuuk vonstattenging. Ab 1991 qualifizierte sich die Gewinnerin für den Miss-World-Wettbewerb. 1992/93 wurden in Grönland verschiedene lokale Miss-Nationaldragt-Wettbewerbe („Miss Nationaltracht“) abgehalten, die 1993 in einem nationalen Wettbewerb endeten. Der Miss-Greenland-Wettbewerb wurde im Zuge dessen nicht mehr ausgetragen.

## Gewinnerinnen
| Jahr | Gewinnerin        | Alter | Beleg |
| ---- | ----------------- | ----- | ----- |
| 1987 | Sussi Pedersen    | 21    | [ 4 ] |
| 1988 | Nûno Baadh        | 19    | [ 5 ] |
| 1989 | Naja Rie Sørensen | 19    | [ 6 ] |
| 1990 | Nukâka Motzfeldt  | 19    | [ 7 ] |
| 1991 | Bibi Holm         | 17    | [ 8 ] |
| 1992 | Laali Lyberth     | 18    | [ 9 ] |